# 豊橋電気 (1921-1939)
豊橋電気株式会社（とよはしでんき かぶしきがいしゃ）は、大正から昭和戦前期にかけて愛知県に存在した電力会社である。渥美半島西部、現在の田原市の大部分にあたる地域への供給を担った。
1921年（大正10年）豊橋市に設立。田原の渥美電気株式会社（あつみでんき）と福江の福江電灯株式会社（ふくえでんとう）を統合して開業し、1939年（昭和14年）に東邦電力へと事業譲渡するまで営業した。
なお、1921年まで豊橋市を中心に供給した豊橋電気（旧・豊橋電灯）が存在したが別会社である。同社の経営陣が設立したのが本項で記述する豊橋電気にあたる。

## 渥美電気の展開

### 前身・田原町営事業
1894年（明治27年）4月、愛知県2番目の電力会社として豊橋市に豊橋電灯（後の豊橋電気）が開業した。同社は開業以後、豊橋市内での配電を拡充したが、周辺地域への供給拡大はしばらく後になってからのことであり、例えば現在の豊川市域への供給を始めたのは1911年（明治44年）のことであった。
豊橋市の南西に位置する渥美郡田原町では、豊橋電気の動きとは別個に1909年（明治42年）ごろより電気事業起業への動きが始まった。調査の結果、田原町内の6名に名古屋市在住の1名を加えた計7名を発起人として「田原電灯株式会社」が発起され、1911年5月6日付で逓信省の電気事業経営許可を得るところまで進んだ。ところが開業までの間に、発起人の一人で田原町長も務める山内元平（家業は醤油醸造業）が事業を町営とするのが有利であると主張し、同年11月、400円で事業権を買収するという案を町会へと提出した。山内の提案は町会で可決され、手続きののち翌1912年（明治45年）2月9日付で逓信省からの事業譲受認可も下りた。その間の1911年11月18日、町役場に「電気課」が開設されている。
発電所・電線路の工事は1912年（大正元年）10月より開始され、翌1913年（大正2年）4月に竣工する。そして同年5月1日より田原町は町営電気供給事業を開業した。落成した設備は出力30キロワットの内燃力（ガス力）発電所と亘長2208間（4014.5メートル）の電線路、それに935灯の電灯である。このうち発電所は町内の大字田原（現・田原市田原町）字北番場に置かれており、原動機としてウェスティングハウス製吸入ガス機関（サクションガスエンジン）、発電機として同社製三相交流機（周波数60ヘルツ）を備える。
開業時、供給区域は田原町内の一部に限られたが、翌1914年（大正13年）7月1日より東隣の神戸村大字神戸（現・田原市神戸町）への供給が始まる。次いで1916年（大正5年）3月には供給区域が田原町内全域へと拡大され、各所で順次配電工事が進められて点灯区域が広がっていった。1917年（大正6年）10月末時点では需要家数1018戸・電灯数2675灯を数える。こうして事業を拡大したものの、やがて供給力の限界に突き当たる。町内の未点灯集落や周辺村落からの供給申し込みが続出しており潜在的な需要は大きかったものの、当時の町の財政状況では発電力拡張のための資金調達は不可能であった。加えて公営事業に対する規制や町外への進出についての懸念もあることから、田原町会は1917年4月14日、事業の民営化を決定した。

### 渥美電気設立
民営化決定をうけて町会から選ばれた電灯売却委員や町長山本右太郎が調査を行った結果、山内元平ら旧田原電灯発起人を売却先とするのが適当と認められ、1917年7月23日付で事業売却契約が交わされた。譲渡価格は6万2000円である。次いで10月7日、発起人に国府の武田賢治と豊橋の今西卓を加えること、両名を含む計7名の発起人により「渥美電気株式会社」を新設し民営化の受け皿とすることが町会で承認された。その新会社・渥美電気は翌1918年（大正7年）3月19日、田原町大字田原字北番場に資本金20万円（5万円払込）で設立。同年5月24日付で逓信省からの事業譲受認可を得たのち、6月11日に町営事業を引き継いで開業に至った。
渥美電気の役員には山内元平ら田原町の人物が名を連ねるほか、代表取締役に武田賢治、取締役に今西卓が就いている。両名は当時の豊橋電気経営陣であり、武田は同社専務取締役、今西は同社技師長兼支配人であった。人的関係が生じたこの豊橋電気は、渥美電気設立に先立つ1917年1月に田原町豊島（現・田原市豊島町）にあった三河セメントへ至る送電設備を完成させていた。渥美電気でも福江電灯とともに豊橋電気から受電することとなり、共同で神戸村に受電所を設置して受電を始めた。受電工事は1919年（大正8年）2月末に完成。渥美電気分の受電高は35キロワットであった。
1920年（大正9年）2月、名古屋逓信局により電灯未点火地域の調査が実施された。この調査によると、渥美電気の供給区域では田原町の東部、神戸村の南部、田原町西に位置する野田村の全域が未点灯で、翌年までに採算があわない神戸村の一部集落を除いて順次供給が始まる見込みであった。1921年（大正10年）9月末時点での電灯数は6407灯（休灯含む・需要家数2849戸）、電動機数は40台・計88.5馬力を数える。

## 福江電灯の展開
渥美半島西部の福江町では「福江電灯株式会社」という電力会社が営業した。同社は1912年9月11日、福江町大字古田字郷中（現・田原市古田町）に資本金1万5000円で設立。役員は全員町内の人物が務めており、中でも海運業で財を成した上村杢左衛門が起業の中心人物であった。逓信省の資料によると福江電灯は1912年5月30日付で電気事業の経営許可を得、田原町営電気より4日早い1913年4月27日に開業した。当初の供給区域は福江町内のみ。発電所は出力20キロワットと小型だが田原町営と同種のガス力発電所で、福江町大字中山字北松渕（現・田原市中山町字北松渕、本店も1913年3月同地へ移転）に置かれた。設備はドイツ製吸入ガス機関と小田工場製三相交流発電機（周波数60ヘルツ）からなる。
1917年、福江電灯は東へ供給区域を拡大し泉村への供給を開始した。続いて周囲の赤羽根村・伊良湖岬村から供給の要望を受けたが、出力20キロワットでは供給力が不足するという問題があった。そこで同様の問題を抱える渥美電気と共同で豊橋電気からの受電を行うこととなり、前述のように共同受電所を整備した。福江電灯では受電開始に伴い赤羽根村経由で伊良湖岬村へと配電線を延長している。豊橋電気からの受電高は当初35キロワット。動力用電力の供給希望が出始めたため受電増加を交渉したところ、豊橋電気側の発電所新設を機に1920年3月70キロワットへの増加契約が成立をみた。この受電増加の結果、すでに休止中であった発電設備は撤去された。1921年6月末時点での電灯数は5546灯（休灯含む・需要家数3214戸）、電動機数は28台・計59馬力を数える。
経営面では、1918年8月、資本金を3万5000円から10万円へと引き上げた際に武田賢治が取締役に加わった。武田は翌1919年、福江電灯でも地元の鈴木潤吉に代わって社長に就任している。その後1920年2月には、さらに20万円の増資が行われた。

## 豊橋電気の展開

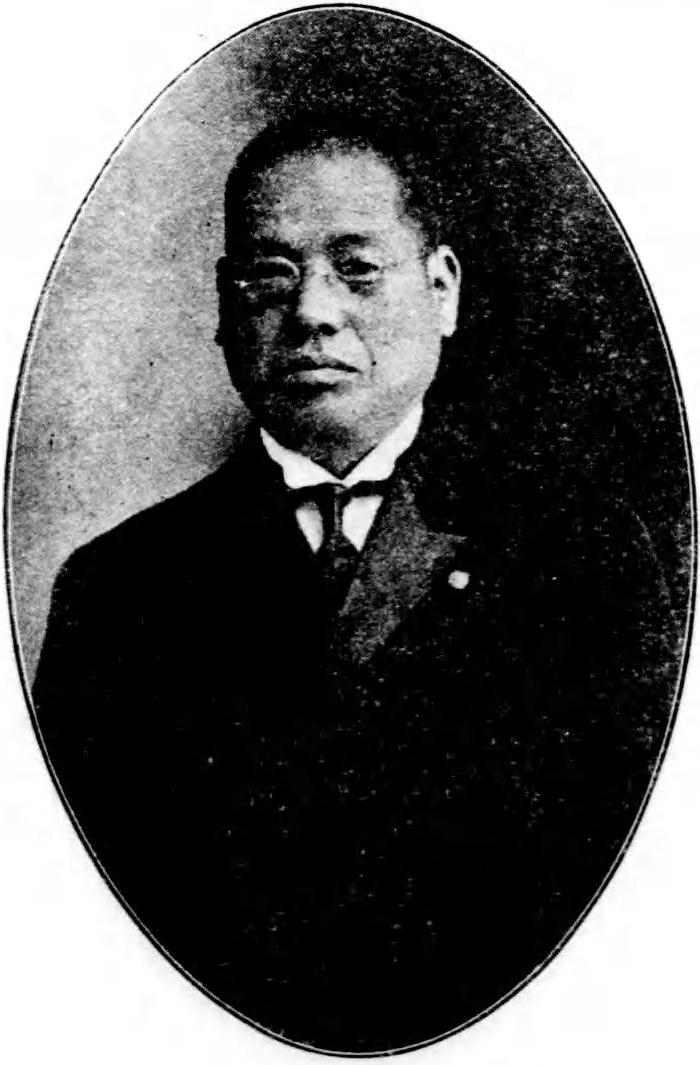
豊橋電気初代社長武田賢治

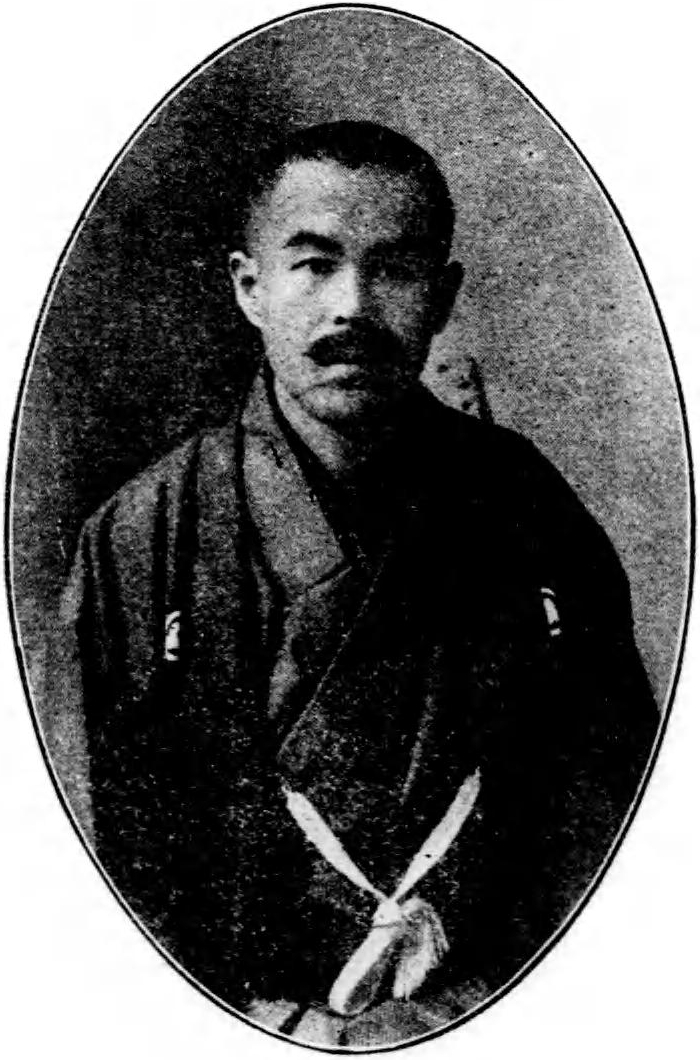
豊橋電気初代専務今西卓

豊橋の豊橋電気では、社長の福澤桃介が社長を兼任する名古屋市の名古屋電灯（翌年東邦電力となる）との合併を纏め、1921年（大正10年）4月豊橋電気を吸収させた。豊橋電気の吸収合併は地元資本の外部資本への吸収と受け止められ、豊橋市会で市営化論が発生するなど反発が起こる中での実施であった。社内でも同社専務の武田賢治や支配人の今西卓は市営化論に賛成であったため、名古屋電灯への合併成立を機にこれを退いた。
武田・今西両名は、1921年2月1日、豊橋電気の社債を原資に資本金200万円（50万円払込）にて「豊橋電気信託株式会社」を設立した。社長に武田、専務に今西が就くほか、山内元平・上村杢左衛門ら田原・福江の人物が役員に名を連ねる。設立段階では電気事業その他に関する有価証券の売買などを事業目的とする会社であったが、この新会社に渥美電気・福江電灯の事業を集約することとなり、同年11月28日付で逓信省から事業譲受認可を得た。登記によると、豊橋電気信託が電灯電力供給を事業目的に追加したのは翌12月22日付である。供給区域は渥美郡のうち田原町・神戸村・野田村・泉村・福江町・赤羽根村・伊良湖岬村の7町村。本社は豊橋市内に構えたが、供給区域内の田原町・福江町の2か所に営業所を構えた。開業1年後の1922年（大正11年）12月22日、豊橋電気信託は「豊橋電気株式会社」へと改称した。
1920年代後半、長期化する不況を背景に全国各地で電気料金をめぐる紛争が発生した。豊橋電気管内も例外ではなく、1930年（昭和5年）に入ると顕在化した。新聞報道によると、1930年2月16日、管内7町村住民による「福江町外六ヶ町村電価値下同盟会」が会社は不当な利益を挙げているとして電灯・電力料金の2割以上の値下げを求める決議をなしたことが発端である。運動側は料金不払い運動を展開するが、2か月経っても解決の兆しはなかった。その後、運動側は5月1日から門灯その他の不用な電灯を消灯し、室内灯も可能な限り消灯するという措置を採る。ここに至り県警察部長が仲介に入り、料金の8分値下げという調停案を示すが、運動側はこれを拒絶、6月3日からの一斉消灯を宣言した。ただし警察と町村長の調停により一斉消灯は回避され、7月1日になって電灯料金1割値下げで会社側・運動側の合意に至りこの争議は解決をみた。
1933年（昭和8年）4月、専務取締役の今西卓が死去した。今西の死を機に武田賢治は求心力を低下させていき、今西と組んで経営してきた豊橋電気軌道（現・豊橋鉄道）などの社長の席を次々と失っていく。豊橋電気でも翌1934年（昭和9年）1月社長を辞任（後任は上村杢左衛門）。1935年（昭和10年）12月再び社長に戻るが、病気のため1937年（昭和12年）11月辞任、そのまま翌月病没した。後任社長には武田正夫（武田賢治長男・早稲田大学商科卒）が就いた。
1937年12月末時点で、豊橋電気の供給区域は田原・神戸・野田・泉・福江・赤羽根・伊良湖岬の7町村であり、会社開業時から変化はなかった。また自社発電所として残っていた田原発電所が1935年（昭和10年）5月に廃止されており、1937年12月末時点での電源は東邦電力からの受電（常時500キロワット・予備500キロワット）のみであった。受電地点は田原受電所と東邦電力泉変電所の2か所。後者は、需要増加により従来からの受電地点である田原受電所から離れた地域で電圧降下が激しくなったため、その対策として1934年（昭和9年）11月泉村大字江比間（現・田原市江比間町）に整備されたものである。供給成績は、最後の決算期にあたる1939年（昭和14年）5月末時点で電灯取付数2万5927灯、電力供給573キロワット、電熱供給55キロワットであった。
1930年代後半に入ると、1937年に小規模電気事業者の整理が国策とされたのを機に全国的に事業統合が活発化した。中京地方の中核事業者である東邦電力も1937年以後隣接事業者を相次いで統合していく。その過程で豊橋電気も統合対象となり、1939年2月10日開催の臨時株主総会にて電気供給事業およびこれに属する財産を東邦電力へ譲渡する旨を決議したのち、同年11月1日付で東邦電力へと事業を譲渡し、同日解散した。譲渡時、資本金は200万円（50万円払込）で、社長は武田正夫が務めていた。東邦電力への統合から2年半後の1942年（昭和17年）4月、太平洋戦争下の配電統制のため中京地方の配電事業はさらに中部電力の前身中部配電へと統合された。

## 年表
- 1911年（明治44年）
  - 5月6日 - 田原：「田原電灯株式会社」発起人に対し電気事業許可[5]。
- 1912年（明治45年）
  - 2月9日 - 田原：「田原電灯」発起人が田原町へ事業権を譲渡[5]。
  - 9月11日 - 福江：福江電灯株式会社設立。資本金1万5000円、本店所在地渥美郡福江町大字古田字郷中172番地[19]。
- 1913年（大正2年）
  - 3月20日 - 福江：福江電灯は福江町大字中山字北松渕28番地へ本店移転[21]。
  - 4月27日 - 福江：福江電灯が開業[20]。
  - 5月1日 - 田原：田原町営電気供給事業が開業[7]。
- 1918年（大正7年）
  - 3月19日 - 田原：渥美電気株式会社設立。資本金20万円、本店所在地渥美郡田原町大字田原字北番場2番の5[12]。
  - 5月30日 - 福江：福江電灯、6万5000円の増資を決議[23]。
  - 6月11日 - 田原：田原町から事業を引き継ぎ渥美電気開業[8]。
- 1919年（大正8年）
  - 2月28日 - 豊橋電気（後の東邦電力）による渥美電気・福江電灯への電力供給設備工事が完成[17]。
- 1921年（大正10年）
  - 2月1日 - 豊橋電気信託株式会社設立。資本金200万円、本店所在地豊橋市大字本29番地[1]。
  - 11月28日 - 豊橋電気信託、渥美電気・福江電灯から事業を譲り受ける（認可日）[26]。
- 1922年（大正11年）
  - 12月22日 - 豊橋電気信託は豊橋電気株式会社へ社名変更[28]。
- 1927年（昭和2年）
  - 8月6日 - 本店を豊橋市花田町字東郷12番地の2へ移転[39]。
- 1933年（昭和8年）
  - 6月11日 - 本店を豊橋市松葉町242番地の1へ移転[40]。
  - 12月2日 - 本店を豊橋市花田町字東郷12番地の2へ戻す[41]。
- 1938年（昭和13年）
  - 7月7日 - 本店を豊橋市松葉町95番地の1へ移転[42]。
- 1939年（昭和14年）
  - 2月10日 - 株主総会にて電気供給事業およびこれに属する財産を東邦電力へ譲渡する旨を決議[3]。
  - 11月1日 - 東邦電力へと事業を譲渡し解散[37][2]。